# Gurgel Motomachine
O Gurgel Motomachine foi um minicarro produzido pela Gurgel. À primeira vista estranho, era excepcionalmente quadrado, pequeno e que podia carregar apenas dois ocupantes com pouquíssimas bagagens. O detalhe mais óbvio e aparente, eram suas portas, que eram compostas de acrílico, permitindo ao ocupante ver o chão rodando e causar a sensação de liberdade que se tem em uma moto. Possuía um motor simples e pequeno, porém muito versátil, tinha 800 cilindradas. O Motomachine, como a própria empresa dizia, era um veículo para transporte urbano, ou para pura curtição, de denominação 4 em 1, o Motomachine se desdobrava em 4 carros distintos.
O primeiro era o veículo de transporte urbano, que tinha uma capota fechada e composta de fibra de vidro e acrílico; o segundo, era um veículo conversível, onde a capota era abolida e só sobravam as colunas das janelas; o terceiro, era também um veículo conversível, porém este tinha o vidro rebatível para o teto do carro, permitindo ao motorista sentir a brisa no rosto; o quarto carro era um veículo mutável, com capota de lona que podia ser rebatida transformando-o no segundo carro. O curioso é que para obter os quatro carros o consumidor não tinha que comprar todos, apenas um, pois o carro era vendido com todas estas possibilidades de mudança, e todos os acessórios (chaves necessárias aos procedimentos, capota de lona dobradas no interior do veículo, entre outros).
Outra característica curiosa desse veículo, era a posição em que se encontrava o estepe, na traseira do lado de fora do veículo (igual ao Ford Ecosport), ideia que seria largamente utilizada em veículos de uso off-road no início do século XXI. Outra característica pouco comum nos carros da época, mas que o Motomachine possuía era painel com regulagem de altura. Este veículo não foi produzido em larga escala, sendo mesmo na época de seu lançamento, considerado objeto de exclusividade.
O Motomachine foi, antes de mais nada, uma grande experiência para a gurgel, sendo o protótipo mecânico e estilístico para o seu maior lançamento como empresa nacional, o Gurgel Supermini. Foi nele que a Gurgel conseguiu trabalhar para aumentar a potência do pequeno motorzinho, pôs em funcionamento a nova suspensão traseira projetada e patenteada pela Gurgel (suspensão esta que consequentemente equipou o Supermini) e fez experiências para obter um maior entre-eixos, e também conseguir um maior espaço interno.
Hoje este veículo é considerado peça de colecionador, com muitos exemplares quase destruídos; restando poucos deles em bom estado de conservação.

## Conquistas do Motomachine
- Dentro dele, tinha-se a sensação de liberdade, como uma moto, por causa das janelas de acrílico.
- Veículo extremamente econômico, chegando a fazer incríveis 26 km/l (informação do próprio manual do proprietário) em condições ideais, marca extraordinária até mesmo para os padrões atuais de consumo de motores a combustão.

## Problemas do Motomachine
- O Motomachine era um carro exclusivo, que só esteve disponível para os acionistas da Gurgel.
- A carroceria do carro, em especial a "gaiola" da cabine, era de metal pesado e passível de corrosão.
- O motor Enertron possui problemas de desgaste que fazem com que o óleo suba para o carburador, um problema relatado por praticamente todos os proprietários dos veículos Gurgel equipados com o motor Enertron de 800 cm3.
- O peso máximo permitido para ocupação do Motomachine é de 250 quilos, o que impossibilita que 4 pessoas de 80 quilos estejam no veículo ao mesmo tempo.
- Existia um banco traseiro no veículo, mas o veículo somente foi registrado para o uso por 2 passageiros, não existindo cinto de segurança para os passageiros do banco de trás.
- Não existe porta-malas no veículo, devendo, quando seu uso era necessário, atuar o banco traseiro como porta-malas do Motomachine.